# Savoy Theatre

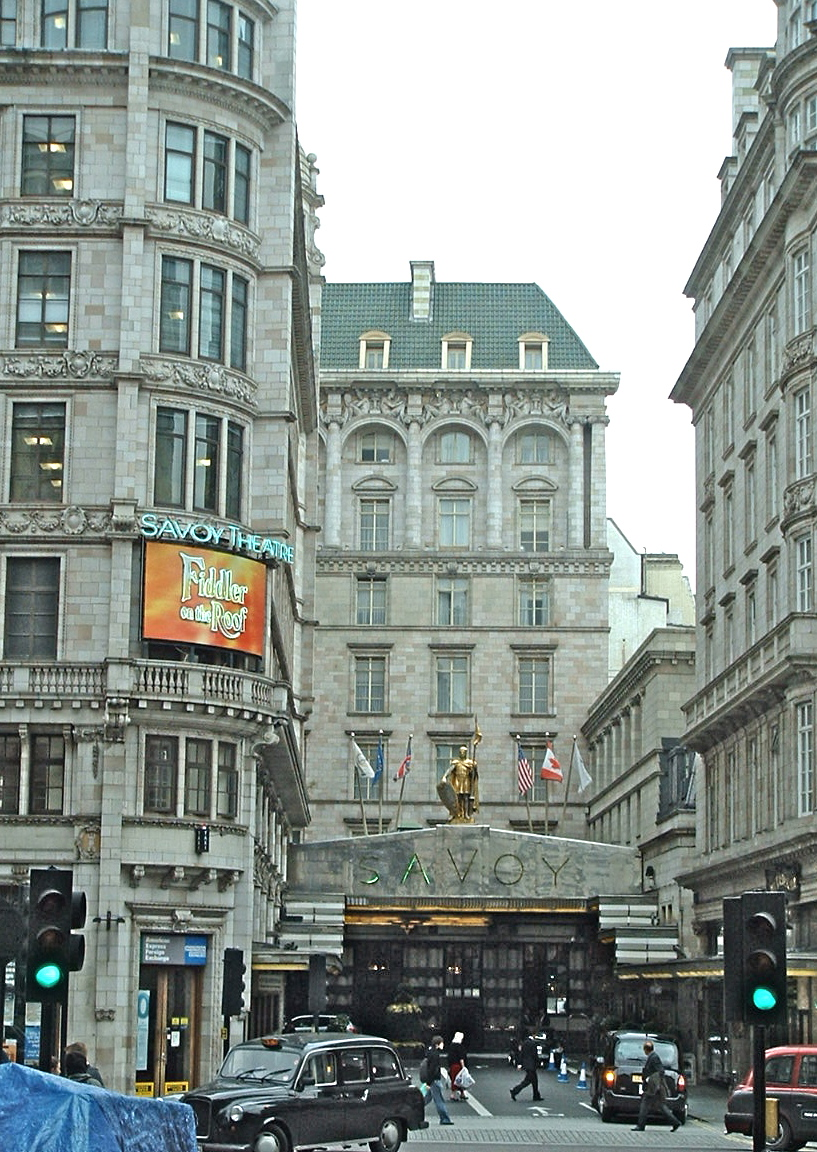
Savoy Theatre 2007

Savoy Theatre är en teater i West End i London. Den invigdes den 10 oktober 1881 och lät byggas av teatermannen Richard D'Oyly Carte på platsen för det gamla Savoy Palace som en hemarena för en serie komiska operor av Gilbert och Sullivan, vilka därmed blev kända som Savoy operor.
Teatern var den första offentliga byggnaden i världen som helt och hållet använde elektricitet. I många år var Savoy Theatre hemvist för D'Oyly Carte Opera Company, som fortsatte att ledas av familjen Carte i över ett sekel. Richards son Rupert D'Oyly Carte byggde om och moderniserade teatern 1929, och den byggdes om på nytt 1993 efter en brand. 
Förutom Mikadon och andra berömda Gilbert och Sullivan-premiärer har teatern varit skådeplats för det första framförande i England av Oscar Wildes Salome (1931) och Noël Cowards Blithe Spirit (1941). På senare år har teatern framfört opera, Shakespeare och andra icke-musikaliska pjäser, samt musicals.